# Achelia bituberculata
Achelia bituberculata är en havsspindelart som beskrevs av Hedgpeth, J.W. 1949. Achelia bituberculata ingår i släktet Achelia och familjen Ammotheidae. Inga underarter finns listade i Catalogue of Life.